# Stylidium adnatum
Stylidium adnatum este o specie de plante dicotiledonate din genul Stylidium, familia Stylidiaceae, ordinul Asterales, descrisă de Robert Brown. Conține o singură subspecie: S. a. propinquum.